# (30887) 1992 WL2
1992 دابليو أل 2 (ويعرف أيضًا باسم (30887) 1992 دابليو أل 2 وفق تسمية الكوكب الصغير) (بالإنجليزية: 1992 WL2)‏ هو كويكب ضمن حزام الكويكبات؛ وترتيبه 30887 من حيث الاكتشاف.
اكتُشف هذا الجُرم الفلكي بواسطة سيجي أويدا في 18 نوفمبر 1992.

## وصلات خارجية
- (30887) 1992 WL2 في قاعدة بيانات مختبر الدفع النفاث لأجرام النظام الشمسي الصغيرة

- الاكتشاف · مخطط المدار ·  العناصر المدارية · المعلمات المادية

- (30887) 1992 WL2 على موقع ويكي سكاي: DSS2, SDSS, GALEX, IRAS, Hydrogen α, X-Ray, Astrophoto, Sky Map, Articles and images